# Radziki Duże
Radziki Duże – wieś (dawniej miasto) w Polsce położona w województwie kujawsko-pomorskim, w powiecie rypińskim, w gminie Wąpielsk.
Radziki Duże uzyskały lokację miejską w 1784 roku, zdegradowane przed 1825 rokiem. Do 1954 roku miejscowość była siedzibą gminy Radziki Duże. W latach 1954-1971 wieś była siedzibą gromady Radziki Duże, po jej zniesieniu w gromadzie Wąpielsk. W latach 1975–1998 miejscowość administracyjnie należała do województwa toruńskiego. Według Narodowego Spisu Powszechnego (III 2011 r.) liczyła 663 mieszkańców. Jest trzecią co do wielkości miejscowością gminy Wąpielsk.

## Zabytki

### Zamek
Wieś Radziki Duże słynie z legendarnych ruin zamkowych oraz ze znajdującego się w ich sąsiedztwie klasycystycznego dworu wzniesionego w połowie XIX wieku. Również z powodu spękanej od starości kopii obrazu Guido Reniego znajdującego się obecnie w kościele św. Katarzyny.

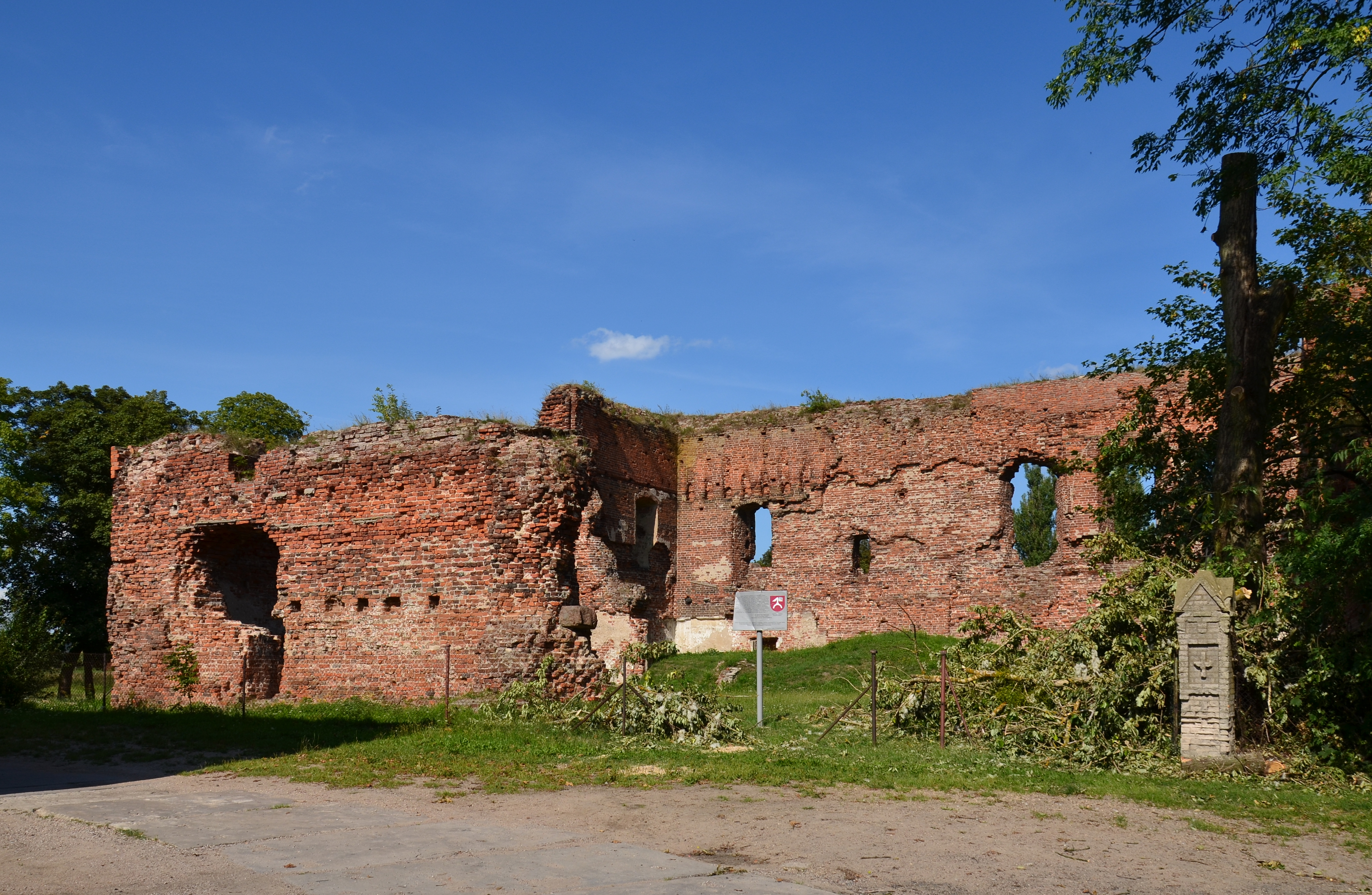
Ruiny zamku

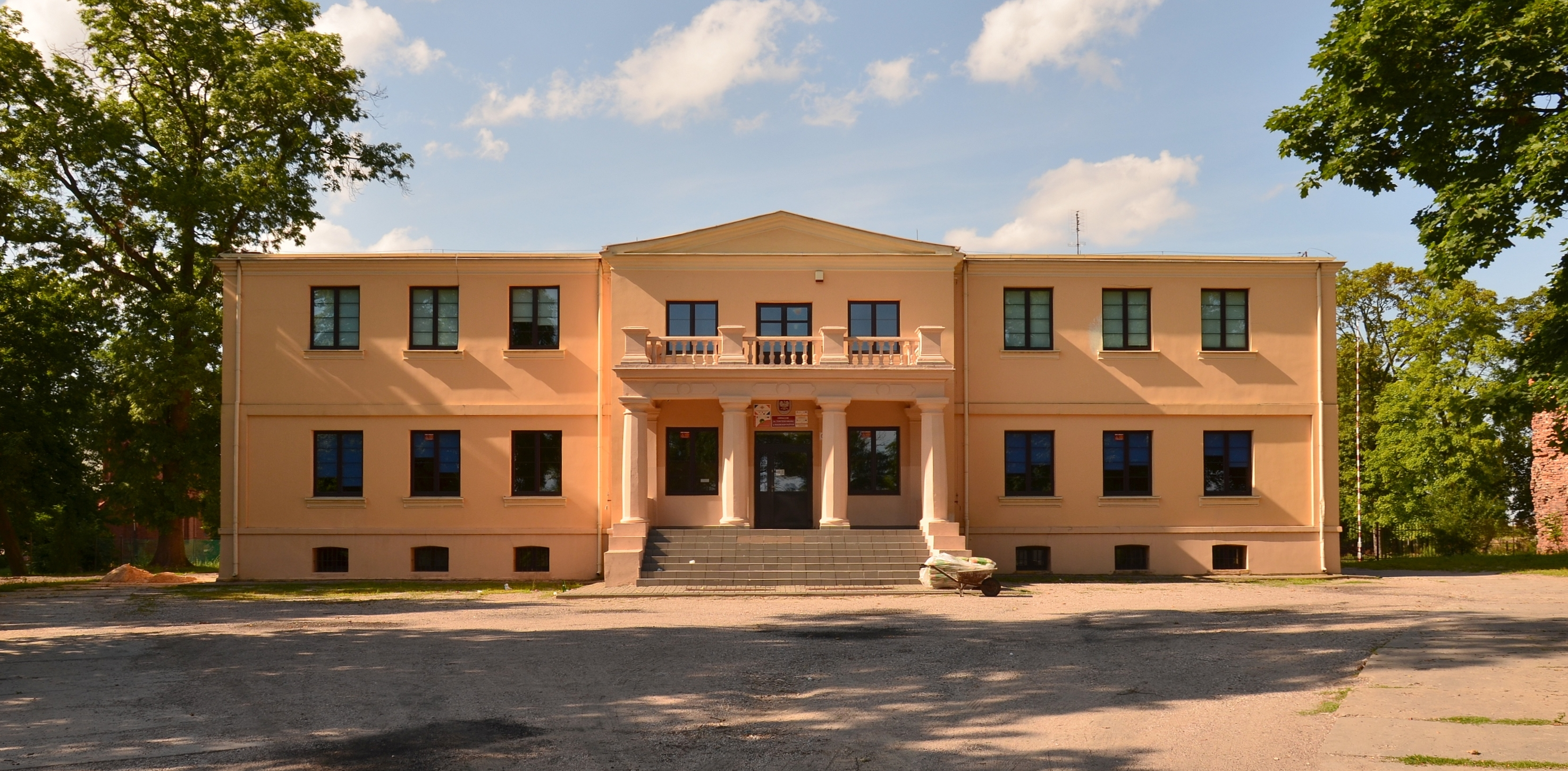
Dwór Przeciszewskich, obecnie budynek gminnej szkoły, dawniej siedziba Gimnazjum im. Tony'ego Halika.

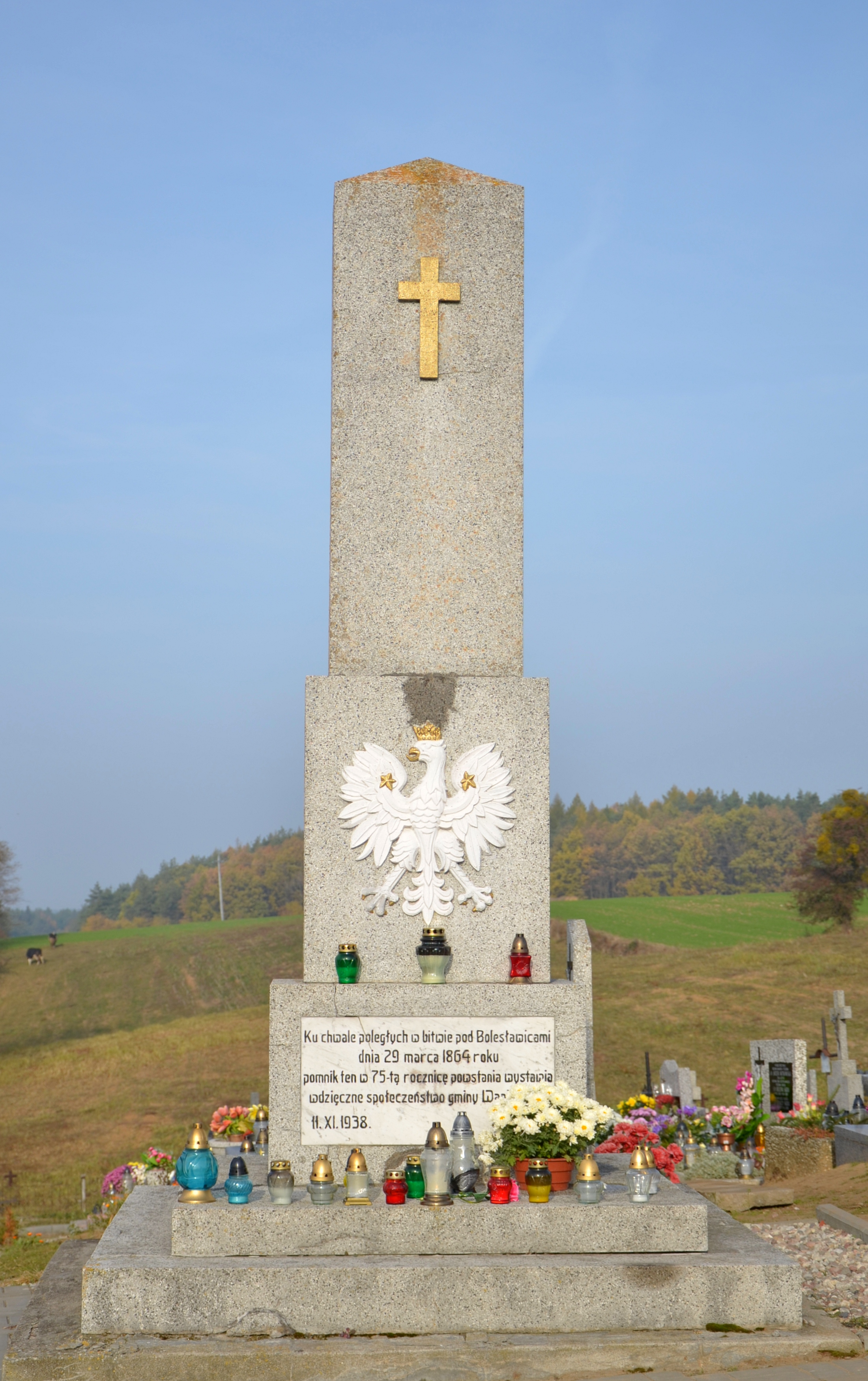
Pomnik ośmiu powstańców styczniowych poległych w bitwie pod Bolesławicami 29 marca 1864 r., na cmentarzu parafialnym w Radzikach Dużych

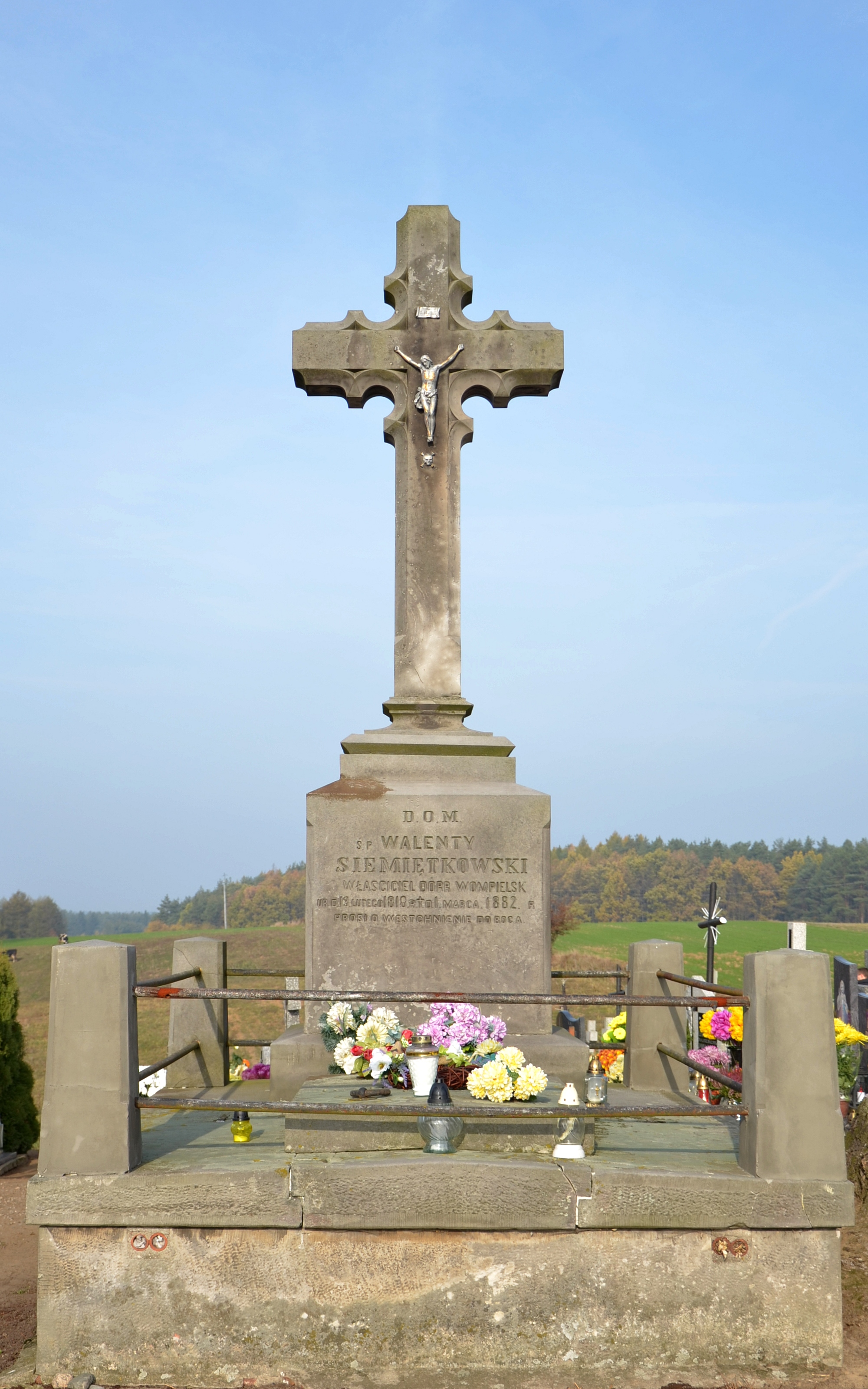
Grób Walentego Siemiątkowskiego herbu Jastrzębiec, ur. 13.02.1818, zm. 1.03.1888, powstańca styczniowego na cmentarzu parafialnym w Radzikach Dużych

W Radzikach Dużych znajdują się ruiny zamku, który powstał pod koniec XIV wieku, lub po roku 1413. Wybudowała go rodzina Radzikowskich, którzy wcześniej nosili nazwisko Ogończykowie. Zamek w 1510 r. został przebudowany przez ostatniego z rodu Mikołaja Radzikowskiego, potem znalazł się w rękach Radziwiłłów. W czasie wojen szwedzkich uszkodzony popadł w ruinę. Obiekt reprezentował najprostszy typ rycerskiej siedziby obronnej, gdzie budynek mieszkalny obwiedziono murem obronnym z wykorzystaniem jednego boku jako oparcia.
Pierwotnie dostępu do zamku broniła mokra fosa nawadniana z zanikającego obecnie stawu. Budulcem użytym przez budowniczych zamku była cegła, którą układano w układzie wendyjskim i gotyckim, a do podmurówki użyto kamienia polnego. Zamek był założony na planie kwadratu 28,8 × 28,8 m. Wjazd do zamku prowadził od strony północno-zachodniej przez przedbramie. „Wizyta” Szwedów w XVII wieku sprawiła, że zamek stracił na znaczeniu i zaczął popadać w ruinę. Ostatecznie opuszczony ok. 1770.

### Kościół św. Katarzyny
Kościół parafialny św. Katarzyny z przełomu XIV/XV wieku, gotycki, usytuowany na niewielkim wzniesieniu, w otoczeniu kręgu starych drzew. W zakrystii i kruchcie sklepienie kolebkowe. W 1887 r. budowlę odnowiono, neogotycyzując szczyty. W kruchcie kościoła znajduje się epitafium poświęcone poległym w 1920 r. Na cmentarzu znajduje się pomnik powstańców styczniowych z 1864 r.

### Dwór
Dwór wzniesiony w 2. połowie XIX wieku przez Przeciszewskich, o cechach klasycystycznych, murowany z cegły, z czterokolumnowym portykiem w fasadzie.

## Legendy

### Przekleństwo matki
W czasach Władysława Łokietka, kiedy Polska została zaatakowana przez Krzyżaków, na zamku w Radzikach Dużych mieszkała matka z synem. Syn ten, w zamian za obietnicę otrzymania władzy nad zamkiem, wyjawił Krzyżakom tajemne przejście prowadzące do budynku. Nieprzyjaciel, po zdobyciu obiektu, spełnił przyrzeczenie. Zrozpaczona matka przeklęła syna-zdrajcę. Gdy wieść o zagarnięciu zamku w Radzikach Dużych dotarła do króla Łokietka, zebrał on armię, odbił budowlę z rąk Krzyżaków, a zdrajcę skazał na karę obcięcia członków. Ciało zdrajcy pochowano w trzech różnych miejscach, w których – jako przestrogę dla innych – usypano trzy kopce (istnieją one do dziś). Stąd właśnie nazwa Trzy Kopce.

### Legenda o podziemnym krużganku
W czasach, gdy na Rzeczpospolitą napadali Szwedzi i mieszkańcy miasta Golubia odmówili zapłaty nałożonej dodatkowo kontrybucji, wojska szwedzkie uwięziły ludność golubską na dziedzińcu zamkowym. Dopiero duch Anny Wazówny wskazał więźniom podziemne przejście do drugiego zamku w Radzikach Dużych. Kiedy Szwedzi zaczęli ścigać uciekających Golubian, ziemia zadrżała i ogromny głaz, wpadając do rzeki Drwęcy załamał tajemne przejście – w ten właśnie sposób została odcięta droga ścigającym. Szwedzi, dowiedziawszy się o tym dziwnym wydarzeniu pośpiesznie opuścili Golub. Zaś ów głaz do dzisiaj leży w Drwęcy.

## Inne informacje
Radziki Duże leżą na Drodze św. Jakuba, jednego z najważniejszych chrześcijańskich szlaków pielgrzymkowych na świecie prowadzącego do Santiago de Compostella w Hiszpanii. Przez miejscowość biegnie 20. etap szlaku Camino Polaco, jednego ze szlaków Drogi św. Jakuba w Polsce. 